# Chris Tamer
Christopher Thomas „Chris“ Tamer (* 17. November 1970 in Dearborn, Michigan) ist ein ehemaliger US-amerikanischer Eishockeyspieler und -trainer, der im Verlauf seiner aktiven Karriere zwischen  1989 und 2006 unter anderem 681 Spiele für die Pittsburgh Penguins, New York Rangers und Atlanta Thrashers in der National Hockey League auf der Position des Verteidigers bestritten hat. Tamer nahm als Spieler an zwei Weltmeisterschaften teil und ein weiteres Mal als Assistenztrainer der Frauen-Eishockeynationalmannschaft der Vereinigten Staaten.

## Karriere
Tamer verbrachte einen Teil seiner Juniorenkarriere zunächst in der North American Hockey League bei den Redford Royals, für die er zwischen 1987 und 1989 aktiv war. Anschließend zog es den Verteidiger aufgrund seines Studiums an die University of Michigan. Dort spielte er in den folgenden vier Jahren bis 1993 – parallel zu seinem Studium – für die Universitätsmannschaft in der Central Collegiate Hockey Association, einer Division im Spielbetrieb der National Collegiate Athletic Association. Mit den Wolverines gewann er in der Saison 1991/92 die Meisterschaft der Division. Zudem wurde er bereits nach seinem ersten Jahr in der Collegeliga im NHL Entry Draft 1990 in der vierten Runde an 68. Position von den Pittsburgh Penguins aus der National Hockey League ausgewählt.
Nach dem Abschluss seines Studiums wurde Tamer vor der Saison 1993/94 von den Pittsburgh Penguins unter Vertrag genommen. Der Abwehrspieler wurde zunächst bei den Cleveland Lumberjacks, dem Farmteam Pittsburghs, in der International Hockey League eingesetzt, kam aber in seiner ersten Profisaison auch sporadisch zu Einsätzen in der NHL. Aufgrund des Lockouts zu Beginn der NHL-Saison 1994/95 sammelte der Defensivspieler zunächst weiter Spielpraxis bei den Lumberjacks in der IHL, ehe er nach Beendigung der Spieleraussperrung einen Platz im NHL-Aufgebot der Penguins ergattern konnte. Diesen behauptete er für die folgenden drei Spielzeiten bis zum Beginn der Saison 1998/99, als er im November 1998 gemeinsam mit Petr Nedvěd und Sean Pronger im Tausch für Alexei Kowaljow und Harry York an die New York Rangers abgegeben wurde. Bei den Rangers beendete er das Spieljahr, ging dann aber von den Rangers ungeschützt in den NHL Expansion Draft 1999, wo ihn die neu gegründeten Atlanta Thrashers auswählten.
Bei den Thrashers nahm der erfahrene Tamer in den folgenden Jahren eine tragende Rolle ein. In seinem zweiten Jahr bei Atlanta absolvierte er seine beste NHL-Spielzeit mit 17 Scorerpunkten, was ihm im März 2002 eine vorzeitige Verlängerung seines auslaufenden Vertrags einbrachte. Durch einen abermaligen Lockout, der die gesamte NHL-Saison 2004/05 ausfallen ließ, bestritt der US-Amerikaner in der Spielzeit 2003/04 seine letzten Partien für die Thrashers. Er selbst absolvierte in der Saison 2004/05 keine Spiele für ein anderes Team, da er eine im Januar 2004 erlittene Rückenverletzung komplett auskurierte. Erst im Spieljahr 2005/06 kehrte der Verteidiger aufs Eis zurück und lief in 14 Begegnungen für die Chicago Wolves in der American Hockey League auf. Anschließend beendete er im Alter von 36 Jahren seine aktive Karriere.

### International
Für sein Heimatland lief Tamer bei den Weltmeisterschaften 1999 in Norwegen und 2002 in Schweden auf. Dabei konnte er sich mit dem Nationalteam bei beiden Austragungen nicht in den Medaillenrängen platzieren und beendete das Turnier jeweils mit einem Scorerpunkt.
Seine dritte Weltmeisterschaftsteilnahme verzeichnete Tamer bei der Weltmeisterschaft der Frauen 2016 als Assistenztrainer der Frauen-Eishockeynationalmannschaft der Vereinigten Staaten, wobei die US-Amerikanerinnen unter der Führung von Cheftrainer Ken Klee das Turnier mit dem Gewinn der Goldmedaille abschlossen.

## Erfolge und Auszeichnungen
- 1992 CCHA-Meisterschaft mit der University of Michigan
- 2016 Goldmedaille bei der Weltmeisterschaft der Frauen (als Assistenztrainer)

## Karrierestatistik

### International
Vertrat USA bei:
- Weltmeisterschaft 1999
- Weltmeisterschaft 2002

(Legende zur Spielerstatistik: Sp oder GP = absolvierte Spiele; T oder G = erzielte Tore; V oder A = erzielte Assists; Pkt oder Pts = erzielte Scorerpunkte; SM oder PIM = erhaltene Strafminuten; +/− = Plus/Minus-Bilanz; PP = erzielte Überzahltore; SH = erzielte Unterzahltore; GW = erzielte Siegtore; 1 Play-downs/Relegation; Kursiv: Statistik nicht vollständig)